# Artsounds
Artsounds is een technologiebedrijf gespecialiseerd in Kunstmatige Intelligentie (A.I.) en Augmented Reality (A.R.) binnen de sport-, gaming- en entertainmentsectoren. Opgericht door Johnathan Kelly, begon Artsounds als een Nederlands muzieklabel en uitgever in 2015, met artiesten zoals Equalz, Jacin Trill, Dopebwoy, Architrackz, JoeyAK en Dylisa in hun catalogus.
Terwijl hij geconfronteerd werd met een snel veranderend muzieklandschap waarin distributiedeals steeds belangrijker werden, besloot Kelly zijn expertise en passie in te zetten om een technologieplatform te creëren dat fans op unieke wijze dichter bij de artiesten brengt. Zo werd in 2023 Artsounds getransformeerd van een muzieklabel naar een technologiebedrijf dat innoveert binnen de sport-, gaming- en entertainmentindustrieën.
Het idee ontwikkelde zich tot een bekroonde technologie voor fanervaringen. Artsounds trok de aandacht van Manchester City, onderdeel van de City Football Group. Ze erkenden het potentieel van de technologie van Artsounds en kozen ervoor om samen te werken om de kracht van A.I. en A.R. in te zetten voor meeslepende fanbetrokkenheid.

## Artiesten en schrijvers

#### Voormalige artiesten en/of schrijvers
- Equalz
- Dopebwoy
- F1rstman
- Architrackz
- Jacin Trill

- JoeyAK[2]
- Nafthaly Ramona
- Dylisa
- Kevcody
- DV[3]

## Succes

#### Awards
- Reimagine Football Award (2023)

#### Gouden platen
- Equalz ft. Hef - Ingang (2016)
- Equalz - Don't worry (2016)
- Jacin Trill - kspreyopjebytch (2017)
- Jacin Trill - Rozeswoesh (2017)
- Equalz - Flex Op Me Ex (2017)
- Architrackz ft. Mula B & LouiVos - Gespend (2017)
- Equalz ft Frenna - Love Song (2017)
- Equalz - 1 op 1 (2017)
- Equalz - Reloaded (2017)
- Jacin Trill - Happyland (2017)
- Jacin Trill & Bokoesam - Nikes (2018)
- JoeyAK ft. Drechter & 3robi - Enge Loesoe (2018)
- JoeyAK ft. DjagaDjaga - Doekoe (2019)
- JoeyAK ft. Lijpe - In die life (2020)
- JoeyAK - Bodemboy (2020)

#### Platina platen
- Dyna ft. F1rstman, Lil Kleine & Bollebof - Round & round 4x (2015)
- Two crooks & F1rstman - Op En Neer (2016)
- Equalz - Casablanca (2016)
- Tur-G ft. Andy VDM - Beyonce (2016)
- Equalz ft. Cho & Adje - Op De Weg 2x (2017)
- Equalz - Stop Met Typen (2017)
- Architrackz ft. Cho, Equalz & Mula B - Chemistry (2018)